# 圣博代尔
圣博代尔（法語：Saint-Baudel，法語發音：[sɛ̃ bodɛl]）是法国谢尔省的一个市镇，属于圣阿芒蒙龙区。该市镇总面积30.09平方公里，2009年时的人口为250人。

## 人口
圣博代尔人口变化图示